# Vương Đạc (nhà Đường)
Vương Đạc (giản thể: 王铎; phồn thể: 王鐸; bính âm: Wáng Duó, ? - 884), tên tự Chiêu Phạm (昭範), là một quan lại triều Đường. Ông từng giữ chức tể tướng dưới triều đại của Đường Ý Tông và Đường Hy Tông. Sau khi thủ lĩnh nổi dậy Hoàng Sào công chiếm kinh thành Trường An vào năm 880, buộc Đường Hy Tông phải chạy trốn, Đường Hy Tông đã bổ nhiệm Vương Đạc giữ chức đô thống quân Đường ở phần trung tâm và đông của đế chế, ông sau đó thành công khi thuyết phục Lý Khắc Dụng và Chu Toàn Trung đứng về phía triều đình chống lại Hoàng Sào. Năm 884, khi Vương Đạc trên đường đến nhậm chức Nghĩa Xương tiết độ sứ, Lạc Tòng Huấn (樂從訓) đã tập kích sát hại Vương Đạc để cướp những người phụ nữ tháp tùng ông.

## Thân thế
Vương Đạc xuất thân từ một gia đình quý tộc, thúc phụ ông là Vương Bá (王播) từng giữ đến chức Đồng bình chương sự, Thượng thư tả bộc xạ thời Đường Mục Tông và Đường Văn Tông, song cha của ông là Vương Viêm (王炎) lại mất sớm và không có địa vị cao. Vương Đạc thi đỗ Tiến sĩ vào những năm Hội Xương (841-847) thời Đường Vũ Tông, sau đó được phái đến địa phương làm quan trong hai nhiệm kỳ. Vào đầu triều đại của Đường Tuyên Tông, ông được triệu hồi về Trường An để giữ chức Giám sát ngự sử, và sau đó phụng sự trong quan thự của Bạch Mẫn Trung khi người này giữ chức Tây Xuyên tiết độ sứ.

## Thời Đường Ý Tông trị vì
Đầu những năm Hàm Thông (860-874) thời Đường Ý Tông, Vương Đạc được triều hồi về Trường An để giữ chức Giá bộ lang trung, và được giao trách nhiệm soạn thảo các cáo thị. Sau đó ông giữ chức Trung thư xá nhân. Năm 864, ông được bổ nhiệm làm Lễ bộ thị lang, quản lý việc cống sĩ trong hai năm, được mọi người khi đó tán dương tài đức. Năm 866, ông được bổ nhiệm làm Hộ bộ thị lang.
Năm 870, Binh bộ thị lang, Diêm-thiết chuyển vận sứ Vương Đạc được bổ nhiệm làm Lễ bộ thượng thư, Đồng bình chương sự. Đương thời, đồng cấp của ông là phò mã Vi Bảo Hành rất có quyền lực, Vương Đạc nguyên là chủ văn trong kỳ thi khoa cử mà Vi Bảo Hành đã đỗ Tiến sĩ. Tuy nhiên, khi Vi Bảo Hành cố đưa người của mình vào làm quan trong triều, Vương Đạc đã phản đối. Với các nỗ lực của Vi Bảo Hành, năm 873, Vương Đạc bị thuyên chuyển ra khỏi kinh thành, đi nhậm chức Tuyên Vũ tiết độ sứ, song vẫn được giữ lại chức Đồng bình chương sự như một chức vụ danh dự.

## Dười thời Đường Hy Tông

### Trước khi Hoàng Sào chiếm Trường An
Đường Ý Tông qua đời năm 873, người kế vị là Đường Hy Tông. Do cả hoạn quan Điền Lệnh Tư và Đồng bình chương sự Trịnh Điền đều cho rằng Vương Đạc có tài, Vương Đạc nhanh chóng được triều hồi về kinh thành giữ chức Tả bộc xạ, và đến năm 876 thì được phục chức Đồng bình chương sự, đồng thời được bổ nhiệm làm Môn hạ thị lang, để giúp triều đình đối phó với các cuộc khởi nghĩa nông dân, trong đó mạnh nhất là cuộc nổi dậy của Vương Tiên Chi cùng Hoàng Sào.
Cuối năm 876, Vương Tiên Chi chiếm được Nhữ châu và bắt được em của Vương Đạc là thứ sử Vương Liêu (王鐐). Kỳ châu thứ sử Bùi Ác (裴偓) sau khi hòa đàm với Vương Liêu (bị Vương Tiên Chi ra lệnh), đã thượng biểu thỉnh triều đình phong quan cho Vương Tiên Chi để chiêu dụ người này. Hầu hết các đại thần bày tỏ phản đối, song do Vương Đạc kiên quyết, Đường Hy Tông đã ban chiếu chỉ bổ nhiệm Vương Tiên Chi là 'Tả Thần Sách quân áp nha' kiêm 'Giám sát ngự sử'. Tuy nhiên, do Hoàng Sào phản đối thỏa thuận, Vương Tiên Chi đã quay sang cướp phá Kỳ châu.
Năm 877, trong lúc triều đình vẫn đang tiến hành trấn áp cuộc nổi dậy của Vương Tiên Chi và Hoàng Sào, Vương Đạc và đồng cấp là Lô Huề xảy ra bất đồng lớn với Trịnh Điền về việc bổ nhiệm tương sĩ; Vương Đạc và Lô Huề muốn Trương Tự Miễn (張自勉) nằm dưới quyền chỉ huy của Tống Uy (宋威), song Trịnh Điền phản đối vì sợ Tống Uy sẽ lạm quyền mà giết chết Tự Miễn. Do hai bên mâu thuẫn gay gắt, Vương Đạc và Lô Huề thượng biểu xin được bãi miễn chức vị, còn Trịnh Điền thượng biểu được quy Xuyên dưỡng bệnh, Đường Hy Tông đều không cho phép.
Năm 878, tướng quan quân là Tăng Nguyên Dụ (曾元裕) đánh bại và giết chết Vương Tiên Chi, song Hoàng Sào tiếp tục là một mối đe dọa với triều đình Đường. Năm 879, Vương Đạc được bổ nhiệm giữ chức Tư đồ kiêm Thị trung, Kinh Nam tiết độ sứ, Nam diện hành doanh chiêu thảo đô thống. Khi Vương Đạc đến Kinh Nam, ông lập tức tiến hành chuẩn bị phòng thủ. Tuy nhiên, ông lại bổ nhiệm Lý Hệ (李係) đem 5 vạn tinh binh đến đóng quân ở Đàm châu ngăn cản Hoàng Sào, mặc dù Lý Hệ không có tài quân sự, lý do là vì Lý Hệ giỏi ăn nói và là chắt của đại tướng Lý Thịnh. Vào mùa đông năm 879, Hoàng Sào tiến công Lý Hệ và dễ dàng giành được chiến thắng. Do chưa thu thập đủ lượng binh sĩ như mong đợi, Vương Đạc chạy đến thủ phủ Giang Lăng của Kinh Nam rồi để thuộc hạ là Lưu Hán Hoành ở lại phòng thủ, song ngay khi ông dời khỏi Giang Lăng, Lưu Hán Hoành đã cho quân cướp phá Giang Lăng rồi nổi dậy. Do hậu quả của sự việc này, tháng 12 ÂL, Vương Đạc bị giáng làm Thái tử tân khách (mặc dù khi đó chưa lập Thái tử), và phải đến nhậm chức tại đông đô Lạc Dương. Chức vụ đô thống của ông được giao lại cho Hoài Nam tiết độ sứ Cao Biền.

### Trong lúc Hoàng Sào chiếm Trường An
Cuối năm 880, Cao Biền bất lực, Hoàng Sào chiếm được Trường An và xưng là hoàng đế Đại Tề, còn Đường Hy Tông chạy đến Tây Xuyên. Vương Đạc theo Hoàng đế nhập Thục, và đến tháng 2 ÂL năm 881, ông được bổ nhiệm làm Đồng bình chương sự, Môn hạ thị lang, Tư đồ và sang tháng 4 ÂL thì được bổ nhiệm làm Thị trung. Vương Đạc nhận thấy Cao Biền không có hành động chống lại Hoàng Sào, vì thể lại đề nghị được giám sát các chiến dịch chống Hoàng Sào. Vào mùa xuân năm 882, Vương Đạc được bổ nhiệm làm Trung thư lệnh, Nghĩa Thành tiết độ sứ, Chư đạo hành doanh đô thống; Thôi An Tiềm làm phó đô thống. Vương Đạc có vẻ cũng có quyền ban chiếu chỉ nhân danh Đường Hy Tông, và thường xuyên tiến hành việc này trong đại chiến dịch chống lại Hoàng Sào. Vương Đạc sau đó dẫn các binh sĩ Tây Xuyên, Đông Xuyên, và Sơn Nam Tây đạo tiếp cận Trường An, hội quân với các tướng Đường để bao vây kinh thành.
Khi các đội quân Đường tập hợp, một trong các bộ tướng của Hoàng Sào là Chu Ôn- khi đó đang trấn thủ Đồng châu, đã đầu hàng Đường, Vương Đạc bổ nhiệm Chu Ôn là Đồng Hoa tiết độ sứ. Trong khi đó, theo đề xuất của Hành doanh đô giám Dương Phục Quang, Vương Đạc cũng ban chiếu chỉ xá tội cho tù trưởng Sa Đà Lý Khắc Dụng, lôi kéo Lý Khắc Dụng tiến công Đại Tề, Lý Khắc Dụng chấp thuận. Vương Đạc cũng lệnh cho Hà Đông tiết độ sứ Trịnh Tùng Đảng (鄭從讜) cho phép Lý Khắc Dụng đi qua quân của người này.
Tuy nhiên, khi các đội quân Đường tập hợp về Trường An và Lý Khắc Dụng trở thành người lãnh đạo chiến dịch, vào mùa xuân năm 883, theo ý của Điền Lệnh Tư, Đường Hy Tông đột ngột bãi chức đô thống của Vương Đạc và lệnh cho ông xử lý công việc ở Nghĩa Thành quân. Mặc dù vậy, do các công lao của mình, ông được phong tước Tấn quốc công.

### Sau khi quân Đường đoạt lại Trường An
Sau đó, quân Đường tái chiếm Trường An, Hoàng Sào đem quân chạy về phía đông và sau này bị giết. Chu Ôn đổi tên thành Chu Toàn Trung và được bổ nhiệm làm Tuyên Vũ tiết độ sứ, do là người từng bổ nhiệm Chu Toàn Trung nên Vương Đạc cho rằng mình có thể dựa vào sự hỗ trợ của Chu Toàn Trung. Thoạt đầu, Chu Toàn Trung đã giúp Vương Đạc duy trì khả năng phòng thủ của Nghĩa Thành quân. Tuy nhiên, đến mùa thu năm 884, Chu Toàn Trung ngày càng trở nên ngạo mạn, Vương Đạc nhận thấy không thể dựa vào Chu Toàn Trung được nữa. Lo sợ rằng Nghĩa Thành có thể bị Chu Toàn Trung đe dọa, Vương Đạc thỉnh cầu được nhập triều, song lại nhận được chiếu chỉ thuyên chuyển đến Nghĩa Xương quân.
Vương Đạc thường xuyên có nhiều phi tần và những thị nữ tháp tùng. Trên đường đến Nghĩa Xương nhậm chức, ông đi qua Ngụy Bác, thị thiếp ăn mặc đẹp đẽ như trong thời bình. Lạc Tòng Huấn- con của Ngụy Bác tiết độ sứ Lạc Ngạn Trịnh đã dẫn vài trăm người phục kích tại Cao Kê Bạc- gần thủ phủ Ngụy châu. Họ đã tiến công giết chết Vương Đạc cùng khoảng 300 tùy tùng, đoạt lấy tư trang và thị thiếp của ông. Lạc Ngạn Trinh sau đó tấu rằng Vương Đạc bị đạo tặc sát hại, triều đình Đường không thể truy cứu.